# Svaz komunistů Slovinska
Svaz komunistů Slovinska (slovinsky Zveza komunistov Slovenije; ZKS) byla v letech 1945 až 1989 jediná politická strana ve Slovinsku. Strana vznikla v roce 1919, v roce 1920 byla začleněna do Komunistické strany Jugoslávie. Obnovena byla v roce 1937. Do roku 1952 nesla označení Komunistická strana Slovinska (slovinsky Komunistična partija Slovenije; KPS). Nástupcem ZKS jsou Sociální demokraté, kteří se na programovém sjezdu v roce 2006 od komunistické minulosti distancovali a odsoudili komunistickou diktaturu ve Slovinsku a v Jugoslávii po druhé světové válce.

## Historie
Komunistická strana Slovinska byla založena v roce 1919. V roce 1937 byla činnost strany obnovena jakou součásti Komunistické strany Jugoslávie.
Na konci března 1919 dvacet sedm členů lublaňské stranické buňky jugoslávské sociálně-demokratické strany vystoupilo ze sociální demokracie. Ve dnech 20. až 23. března 1919 se konal ustavující sjezd Slovinské socialistické strany. Prvním předsedou strany byl zvolen Janko Petrič, tajemnicí Angela Vode.
V dubnu 1919 byla v Bělehradě založena Socialistická dělnická strana, do níž se jako samostatná sekce zapojila i Slovinská socialistická strana. Na druhém sjezdu Socialistické dělnické strany ve Vukovaru v červnu 1920 změnila strana svůj název na Komunistickou stranu Jugoslávie (KPJ) a slovinská sekce ztratila svůj dosavadní autonomní statut.
V prosinci 1920 byla zakázána činnost všech organizací komunistické strany, zastaveno vydávání komunistického tisku, bylo nařízeno zatčení všech, kteří provozovali komunistickou propagandu nebo vybízeli ke stávce, bylo také nařízeno propuštění státních úředníků a vyloučení vysokoškolských studentů, kteří s komunisty sympatizují. Velká část slovinských komunistů odešla do ilegality nebo do ciziny – do Paříže, Moskvy a Vídně. Na konci roku 1920 měla komunistická strana ve Slovinsku čtyři sta padesát členů.
V září 1934 rozhodl kongres KPJ o ustavení komunistických stran ve Slovinsku a Chorvatsku. Oživení slovinských komunistů v té době je spojeno především s osobou Borise Kidriče. Ustavující sjezd Komunistické strany Slovinska se uskutečnil v utajení v noci z 17. na 18. března 1937 v Čebine v občině Trbovlje. Do čela strany byl zvolen Edvard Kardelj, který se právě vrátil ze Sovětského svazu. Ve vedení KPJ v roce 1937 zasedali dokonce tři Slovinci – Edvard Kardelj, Franc Leskošek a Miha Marinko.
Za druhé světové války se Komunistická strana Slovinska aktivně zapojila do národněosvobozeneckého boje proti okupantům a stála u vzniku Osvobozenecké fronty, v níž zanedlouho získala vůdčí postavení, které využila i pro eliminaci nekomunistických odbojových skupin, jež by v poválečném období mohly komunistům konkurovat. Po druhé světové válce komunisté postupně od moci odstavili všechny konkurenční politické subjekty a až do roku 1989 byli jednou politickou stranou ve Slovinsku.
V roce 1952 změnila strana název na Svaz komunistů Slovinska. Vedoucím představitelem byl Edvard Kardelj, který byl v té době hlavním představitelem vytvářené doktríny samosprávného socialismu. V šedesátých letech se do vedoucích funkcí v ZKS dostali reformní politici, kteří měli zájem na všestranném rozvoji Slovinska bez ohledu na ostatní republiky a autonomní oblasti Jugoslávie. Symbolem rozporů byla silniční aféra a s ní související aféra dvaceti pěti poslanců. Reformní komunisté – reprezentovaní předsedou republikového výkonného výboru Stane Kavčičem – byli odstaveni počátkem sedmdesátých let.
Po smrti Kardelje (1979) a Josipa Broze Tita (1980) se situace v Jugoslávii začala měnit: slovinští komunisté opět začali hovořit o nutnosti reforem. Proti slovinským snahám se však stavěli zastánci starých pořádků. V průběhu roku 1986 se liberálům uvnitř slovinských komunistů podařilo obsadit významné stranické funkce. Z funkce byl donucen odstoupit také představitel tvrdé linie – předseda ZKS France Popit. Novým šéfem strany se stal Milan Kučan, jehož politický program byl ovlivněn západoněmeckou sociální demokracií a italskými eurokomunisty. Kučan volal po demokratizaci, modernizace a opuštění komunistických dogmat.
Tendence uvnitř ZKS vyvolaly konflikt s Jugoslávskou lidovou armádou, která se v duchu ústavy z roku 1974 považovala za ochránce nezávislosti, svrchovanosti, územní celistvosti a společenského řádu v Jugoslávii. Eliminovat Slovince se pokoušeli i Srbové, jejichž návrh prosadit v rámci strany a federace princip „jeden člověk – jeden hlas“ by znamenal absolutní omezení Slovinců, neboť jen v Bělehradě bylo tolik členů Svazu komunistů jako v celém Slovinsku. Slovinské vedení se také stavělo proti srbskému omezování kosovských pravomocí, neboť v něm spatřovali hrozbu precedentu, který by mohl v budoucnu ohrozit i postavení Slovinska.
Vedení Svazu komunistů si uvědomovalo nutnost reforem, ale počítali s další existencí Slovinska v rámci jugoslávské federace. V letech 1988 až 1990 přijala komunisty ovládaná Skupščina sérii ústavních dodatků, které mimo jiné posilovaly postavení republiky uvnitř federace, rušily vedoucí úlohu strany a legalizovaly další politické subjekty. Ideologický odklon od zásad, na nichž stála avnojská Jugoslávie, symbolizovalo vypuštění adjektiva socialistická z názvu republiky 7. března 1990.
V průběhu roku 1989 se Svaz komunistů Slovinska rozhodl vzdát vedoucí úlohy v politickém, sociálním a hospodářském životě Slovinska a umožnil politickou pluralitu. V lednu 1990 došlo k rozkolu Svazu komunistů Jugoslávie a zanedlouho se slovinští komunisté přejmenovali na Stranu demokratické obnovy (Stranka demokratične prenove, SDP). Funkci předsedy strany zastával Ciril Ribičič.

## Struktura
Nejvyšším orgánem mezi kongresy Svazu komunistů (resp. Komunistické strany) byl ústřední výbor (Centralni komite Zveze komunistov Slovenije; CK ZKS). Jeho výkonným orgánem bylo v letech 1945 až 1954 politbyro, v letech 1954 až 1966 výkonný výbor, v letech 1966 až 1968 předsednictvo, v letech 1968 až 1974 sekretariát a od roku 1974 opět předsednictvo, které v letech 1974 až 1978 mělo svůj výkonný výbor. V čele strany stál nejprve politický tajemník, od roku 1966 předseda Předsednictva ZKS. Funkci tajemníka strany zastával v letech 1937 až 1945 Franc Leskošek, 1945/46 Boris Kidrič, a v letech 1948 až 1966 Miha Marinko. Předsedou Předsednictva CK ZKS byl v období let 1966 až 1968 Albert Jakopič, v letech 1969 až 1982 France Popit, v letech 1982 až 1986 Andrej Marinc a v letech 1986 až 1989 Milan Kučan. Poslední předseda Předsednictva CK ZKS zvolený na 11. kongresu ZKS byl Ciril Ribičič.
Do roku 1948 zasedalo především politbyro KPS, v důsledku roztržky s Informbyrem začala zasedat i pléna ústředního výboru. Důsledkem roztržky byl také 6. kongres Komunistické strany Jugoslávie, na němž bylo v roce 1952 rozhodnuto o přejmenování komunistické strany na úrovni federace i jednotlivých republik na Svaz komunistů, což měl být návrat k původnímu marxismu.
Poslední – 11. kongres ZKS – skončil 23. prosince 1989.